# Mariéme Jamme
Mariéme Jamme, née au Sénégal en 1974, sénégalaise, française et anglaise, est une dirigeante d’entreprise, installée à Londres.

## Biographie
Après des études en France, un master en communication/marketing, et un premier emploi à l’Alliance française, Mariéme Jamme s’installe à Londres. Elle a fait un Master de communication en France et obtient un MBA à l'université de Surrey à Londres. Elle y crée sa propre entreprise, Spotone Global Solutions, qu’elle dirige. Mariéme Jamme est également une conférencière internationale, une blogueuse et la cofondatrice de Africa Gathering (le rassemblement de l'Afrique), une plate-forme mondiale qui réunit des entrepreneurs et des experts pour échanger sur le développement  de l'Afrique.
Elle est mentionnée par CNN comme étant « à la pointe de la révolution technologique qui est en train de transformer l'Afrique ». Elle a fondé, en effet, plusieurs structures pour aider le développement d'entreprises en Afrique, telle que HiveColab en Ouganda. Elle est également connue pour participer à l’organisation du concours annuel Apps4Africa, destiné à encourager les projets technologiques en Afrique.
En 2012, elle a été nommée par Forbes comme l'une des 20 jeunes femmes les plus influentes d'Afrique. Plus récemment, elle a été nommée, dans la catégorie Jeune leader, au Forum de Davos.
En septembre 2017, elle remporte le prix de l'innovation au Global Goals Award pour son activité visant à faire progresser les objectifs de développement durable des Nations unies, en soutenant globalement les jeunes femmes. Toujours en 2017, elle fait partie des 100 femmes d'influences sélectionnées dans le monde par la BBC.